# Eleutherococcus senticosus
Eleutherococcus senticosus är en araliaväxtart som först beskrevs av Franz Josef Ivanovich Ruprecht och Carl Maximowicz och som fick sitt nu gällande namn av Carl Maximowicz.
Eleutherococcus senticosus ingår i släktet Eleutherococcus och familjen Araliaceae. Inga underarter finns listade i Catalogue of Life.

## Bildgalleri

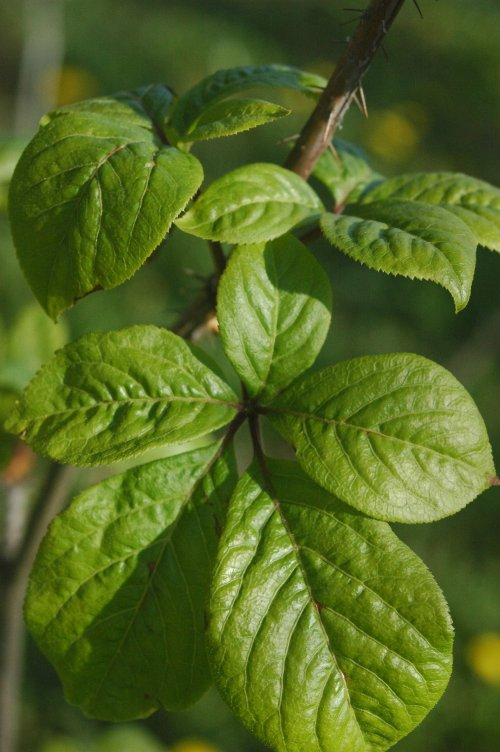